# 萊扎尼夫卡
萊扎尼夫卡（羅馬化：Lezhanivka）是烏克蘭西部捷爾諾波爾州喬爾特基夫區赫里邁利夫市鎮的村莊，始建於1415年，分別距離布齊基0.5公里和比利尼夫卡1公里，面積0.98平方公里，2001年人口254，全數居民的母語為烏克蘭語。